# Klaster (muzyka)
Klaster (ang. tone cluster „grono dźwięków”) – wielodźwięk zbudowany z dźwięków sąsiadujących ze sobą lub położonych w niewielkich odległościach od siebie w skali muzycznej. Termin ten jest odnosi się do wielodźwięków instrumentalnych, klastry w muzyce elektroakustycznej określa się mianem wielodźwięku.

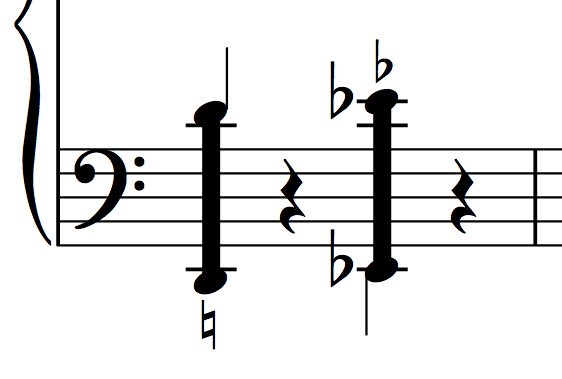
Klaster zanotowany przez Henry'ego Cowella

Za twórcę klasterów uznawany jest powszechnie Amerykanin, Henry Cowell. W tym samym czasie klastery pojawiły się w muzyce Charlesa Ivesa (Sonata „Concord” na fortepian, 1910–1915), a równocześnie z nim (w 1912) eksperymentował z klasterami Władimir Riebikow (1866–1920) w napisanym wtedy „Hymnie do słońca”.
W jazzie efekt ten stosują przede wszystkim pianiści, naciskając łokciami lub całym przedramieniem wybraną grupę kolejnych klawiszy.